# Roodborstpitpit
De roodborstpitpit (Dacnis berlepschi) is een zangvogel uit de familie Thraupidae (tangaren). Het is een zeldzame en kwetsbare vogelsoort uit  Colombia en Ecuador. De vogel werd in 1900 door Ernst Hartert beschreven en als eerbetoon aan zijn vriend en collega Hans Graf von Berlepsch vernoemd.

## Kenmerken
De vogel is 12 cm lang. Het is een opvallende vertegenwoordiger van de pitpits. Het mannetje is  ultramarijnblauw met zilverkleurig blauwe streepjes. De staart en vleugelveren zijn donker. De borst is vlammend rood, waarbij dit rood naar de buik in heel licht roodbruin overgaat. Het oog is geel. Het vrouwtje is overwegend bruin, van onder lichter, met een brede rode band over de borst.

## Verspreiding en leefgebied
Deze soort komt voor in de laaglanden van zuidwestelijk Colombia in de departementen Chocó en Nariño en in noordwestelijk Ecuador in de provincies Esmeraldas, Imbabura en Pichincha. Het leefgebied is bij voorkeur vochtig, ongerept oerwoud in laagland tot 600 (soms 1200) meter boven zeeniveau. De vogel komt ook wel voor in secundair bos en plantages die uit verschillende boomsoorten bestaan.

## Status
De roodborstpitpit is zeldzaam en heeft een gefragmenteerd verspreidingsgebied en daardoor is de kans op uitsterven aanwezig. De grootte van de populatie werd in 2016 door BirdLife International geschat op 20 tot 50 duizend individuen en de populatie-aantallen nemen af door habitatverlies. Het leefgebied wordt aangetast door ontbossing waarbij natuurlijk bos wordt omgezet in gebied voor agrarisch gebruik zoals oliepalmplantages en de aanleg van wegen. Om deze redenen staat deze soort als kwetsbaar op de Rode Lijst van de IUCN.